# الفرقاطة الفرنسية لاتوش-تريفيل
لاتوش-تريفيل هي مدمرة مضادة للغواصات من طراز F70 تابعة للبحرية الفرنسية. لا تستخدم البحرية الفرنسية مصطلح «المدمرة» لسفنها. وهكذا، يتم تسجيل بعض السفن الكبيرة، المشار إليها باسم «الفرقاطات» بالفرنسية، كمدمرات. بالإضافة إلى ذلك، يتم تسجيل بعض السفن الصغيرة، المشار إليها باسم «أفيزو» بالفرنسية، كفرقاطات.
وهي السفينة الفرنسية الثالثة التي سميت على اسم السياسي والأدميرال لويس-رينيه ليفاسور دي لاتوش تريفيل في القرن التاسع عشر.

## سجل الخدمة
زارت لندن في مهام دبلوماسية في نوفمبر 2006 ومرة أخرى في يونيو 2010، وتم إرساؤها بجانب طراد الحرب العالمية الثانية، أتش أم أس بلفاست.
في صيف 2009، تم تصويرها في بحار عاصفة كجزء من الوثائقي «المحيطات». تم تعديل مقطع فيديو يظهر السفينة في بحار هائجة وإضافة الترنيمة البحرية، الأب الأبدي، قوي لإنقاذ (وليام وايتينج، 1860).

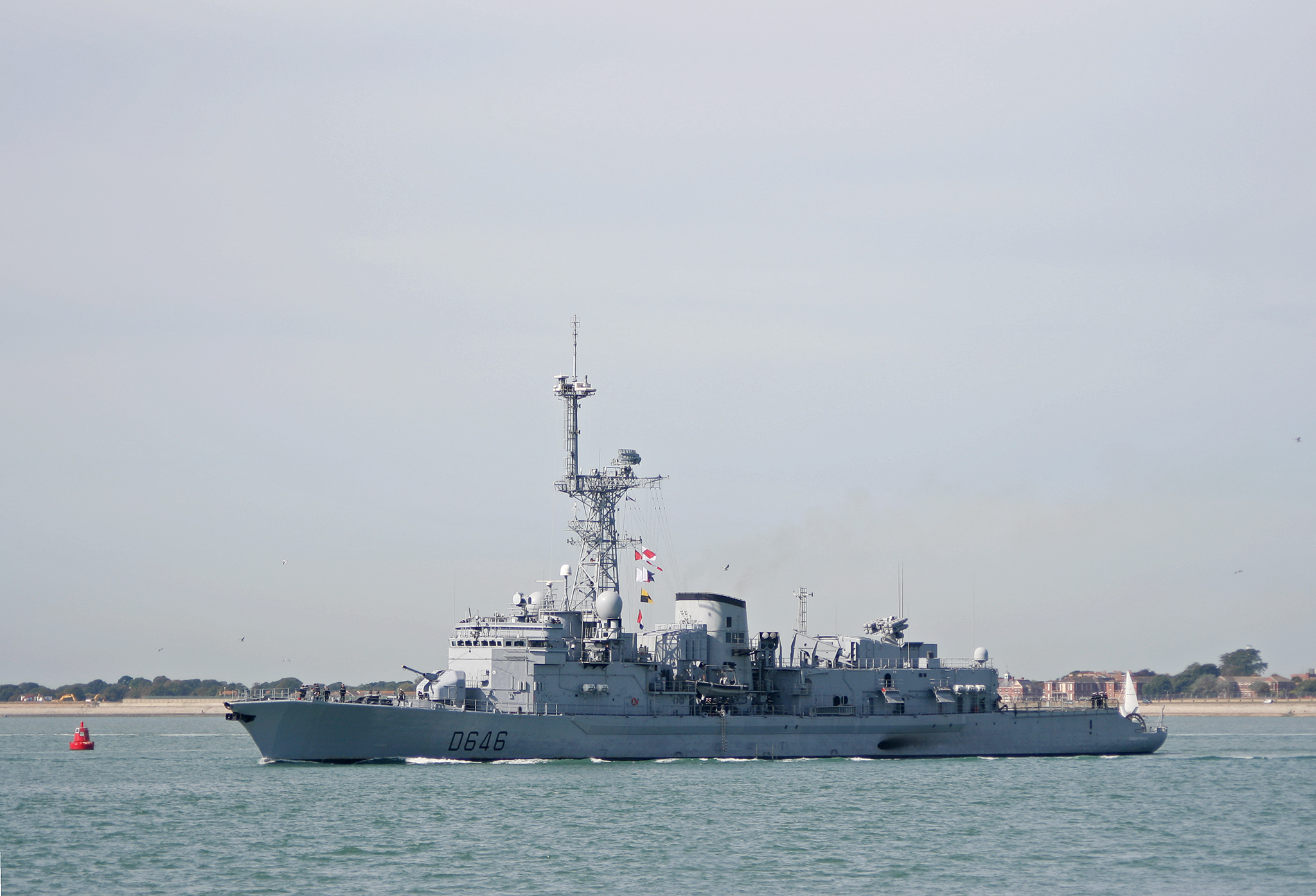
لاتوش-تريفيل مغادرة من قاعدة بورتسموث البحرية، المملكة المتحدة، 21 سبتمبر 2009.

في خريف عام 2009، أثناء مرافقتها قوة دولية من سفن الناتو، زارت قاعدة بورتسموث البحرية في المملكة المتحدة مع سفن تابعة للبحرية الهولندية والنرويجية والإسبانية والتركية.
في 15 أكتوبر 2012، تم إرساها في رصيف ليث البحري في اسكتلندا.
في 18 أبريل 2015، رافقت نسخة طبق الأصل من السفينة الشراعية هيرميون من القرن الثامن عشر عندما غادرت لاروشيل، فرنسا في رحلتها الأولى عبر المحيط الأطلسي إلى يوركتاون، فيرجينيا في الولايات المتحدة. عادت إلى بريست مع السفينة في 10 أغسطس. 
في مايو 2015، كانت من بين اثنتي عشر سفينة سطحية وأربع غواصات شاركت في تمرين الناتو «ديناميك مونقروس» السنوي. وسط توترات مع روسيا، شهد الحدث الذي استمر أسبوعين في المياه النرويجية سفنًا تحت قيادة الناتو تقوم بمجموعة متنوعة من العمليات الحربية المضادة للغواصات.
في 4 يونيو 2015، تم إرساؤها مرة أخرى في رصيف ليث البحري في اسكتلندا.
في 9 يناير 2020، عانت من ضرر في عاصفة بعد وقت قصير من مغادرتها بريست، وعادت إلى الميناء في اليوم التالي مع فقدان الصاري الأعلى. دمر الحادث أيضًا حجرة الحرب الإلكترونية وألحق أضرارًا بنظام الميمنة سيراكيوز.

## روابط خارجية
- مقطع "D 646 Latouche Treville" على يوتيوب في فيلم وثائقي عن المحيطات